# アンディ・ダルトン
アンドリュー・グレゴリー・ダルトン（Andrew Gregory Dalton, 1987年10月29日 - ）は、アメリカ合衆国テキサス州ケイティ出身のプロアメリカンフットボール選手。NFLのカロライナ・パンサーズに所属している。ポジションはクォーターバック。
シンシナティ・ベンガルズでは同期入団（1巡目指名）でWRのA・J・グリーンと共にルーキーの頃から活躍した。入団から3年間、毎年3000ヤード以上のパス成績を収め、入団から5年連続でチームをプレーオフへ導いた。また、ベンガルズのパスヤード、パスタッチダウンのシーズン記録を持っている。

## 経歴
テキサスクリスチャン大学（TCU）時代の2011年シーズン、ローズボウルで優勝を果たした。

### シンシナティ・ベンガルズ
2011年のNFLドラフトでは2巡目（全体35位）でシンシナティ・ベンガルズから指名を受け入団。
開幕戦のクリーブランド・ブラウンズ戦でプロ初出場・初先発を果たした。この試合でタッチダウンを記録するなど活躍し、チームも27-17で勝利した。さらに10月に行われた4試合では全勝を収め、攻撃選手の月間新人賞に選ばれた。また第9週・第12週には週間MVPにも選出された。チームは9勝7敗という成績でプレーオフに進出し、ダルトンは昨年わずか4勝に終わったチームをポストシーズンに導いた。迎えたポストシーズンではワイルドカードラウンドでヒューストン・テキサンズと対戦した。テキサンズもダルトンと同じく1年目のT・J・イエーツが先発QBとして出場し、NFLのポストシーズン史上初めてルーキーQB同士が先発する試合となったが、この試合でダルトンはターンオーバーを3回許し、10-31で敗れた。
このシーズンは1巡目指名されなかったQBとしてはNFL史上初めて全16試合に先発出場し、プロボウルにも選出された。
2012年シーズンも先発として起用された。チームは4連敗を喫するなどシーズン中盤まで3勝5敗と苦戦するも、第10週で昨年のスーパーボウルチャンピオンであるニューヨーク・ジャイアンツと対戦すると、ダルトンは4つのタッチダウン・レーティング127.6を記録し、チームの連敗ストップに貢献した。その後チームは残り7試合を6勝1敗と好成績を収め、10勝6敗で2年連続のプレーオフ進出を収めた。またダルトンはペイトン・マニング・ダン・マリーノ以来史上3人目となる新人から2年連続で20タッチダウンを記録したQBとなった。
ポストシーズンでは昨年に続きワイルドカードラウンドでテキサンズと対戦。しかし13-19で敗れ、雪辱を果たすことは出来なかった。
2013年シーズンは第6週のバッファロー・ビルズ戦ではパス337ヤード獲得、3タッチダウン、パサーレーティング105.9を記録し、AFC攻撃選手部門の週間MVPを受賞した。続く第7週のデトロイト・ライオンズ戦ではレーティング135.9、第8週のニューヨーク・ジェッツ戦ではレーティング125.7を記録した。この活躍により、AFC攻撃選手部門の10月の月間MVPを受賞した。このシーズンはパス4,293ヤード獲得、パスタッチダウン33回を記録し、これらはいずれもベンガルズのフランチャイズレコードとなった。チームも11勝を挙げ地区優勝を果たした。しかしプレーオフ初戦のサンディエゴ・チャージャーズ戦では2回のインターセプトに加えファンブルも1回犯し、10-27で敗れた。
2014年シーズンは第3週のテネシー・タイタンズ戦ではタッチダウンパスをレシーブした。このシーズンも全試合に出場し、パス3398ヤードを記録した。チームも10勝を挙げ、ベンガルズ史上初めて4年連続のポストシーズン進出を達成した。プレーオフではワイルドカードラウンドにてインディアナポリス・コルツとアウェイで対戦したが、ダルトンはタッチダウンを決めきれず10-26で敗れ、自身4連敗となった。オフにはプロボウルに選出された。

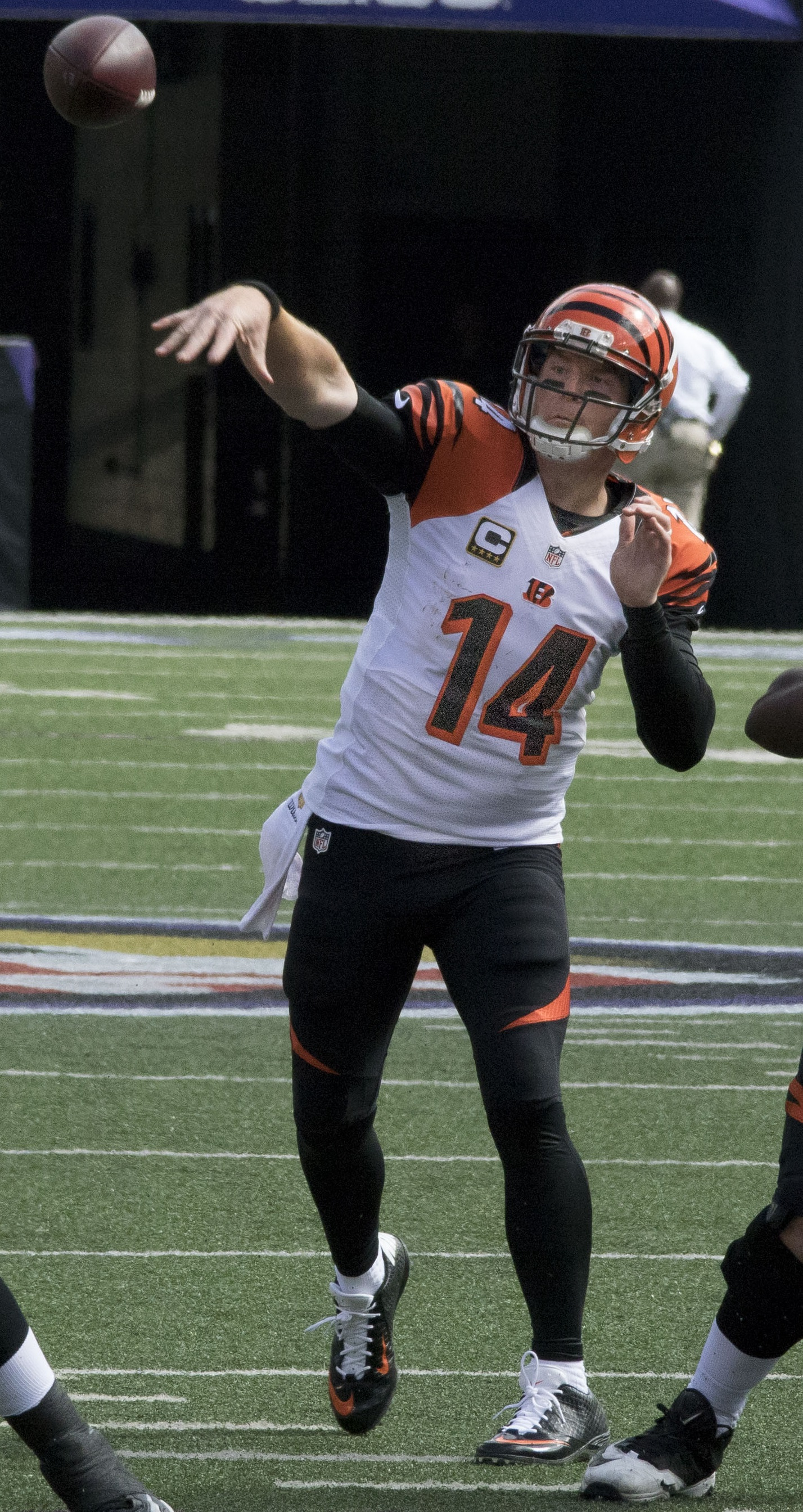
2015年シーズンのダルトン

2015年シーズンは開幕から好調で、開幕戦のオークランド・レイダース戦でキャリア通算100回目のタッチダウンパスを決めると、10月にはAFC月間最優秀攻撃選手に輝いた。チームも開幕8連勝を達成、ベンガルズを地区首位に導いていたダルトンだったが、第13週のピッツバーグ・スティーラーズ戦で親指を骨折し、レギュラーシーズン最後の3試合とポストシーズンゲームの欠場を余儀なくされた。このシーズンはパス3250ヤード、25タッチダウン、7インターセプトという成績であった。またこのシーズンはパサーレイティング106.2を記録し、リーグ第2位の成績であった。
2016年シーズンは563回のパス試投で364回成功、インターセプト8回、キャリア2度目となるパス4000ヤード越えで、通算3度目となるプロボウルに選出されるなど好成績を収めた。しかしタッチダウンパスはキャリアワーストの18回に留まるなどチーム成績は6勝9敗1分と振るわず、キャリアで初めてプレーオフ進出を逃した。

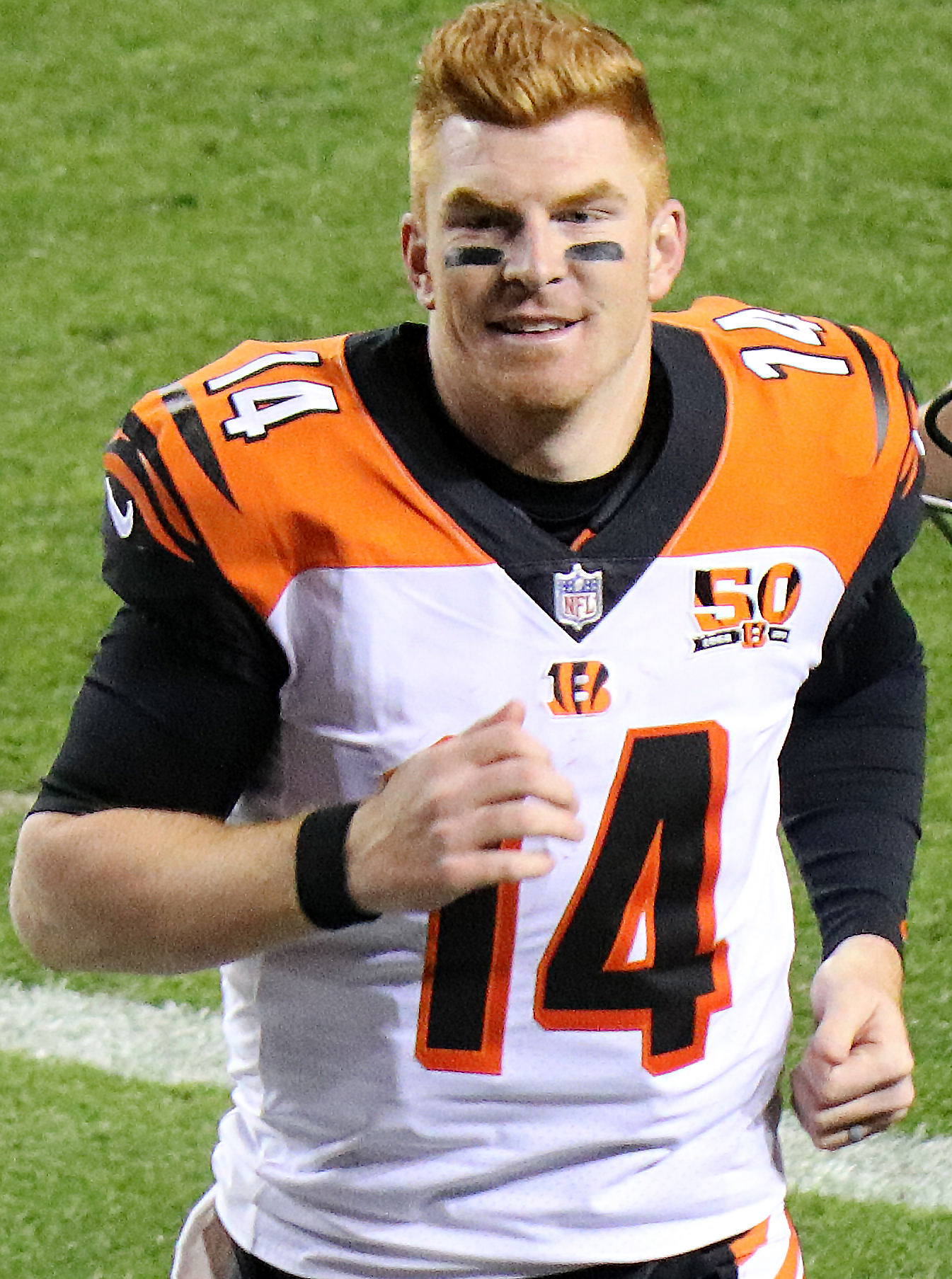
2017年シーズンのダルトン

2017年、シーズン最終戦のボルチモア・レイブンズ戦でダルトンは試合終了間際に逆転のタッチダウンパスを通しレイブンズを破った。この勝利によりレイブンズとポストシーズン進出争いをしていたバッファロー・ビルズの18年ぶりのプレーオフ進出が決定した。ビルズをアシストする形となったダルトンに対して、ビルズのファンは謝意を示そうとダルトンが設置したチャリティー基金に41万5000ドルもの多額の寄付を行ったほか、翌シーズンのプレシーズンゲームでダルトンがバッファローに遠征した際にはスタンディングオベーションを贈った。このシーズンは全16試合に先発出場し、パス3320ヤード、25タッチダウン、インターセプト12回という成績であった。チームは7勝9敗で2年連続でプレーオフ進出を逃した。
2018年シーズン、第12週のクリーブランド・ブラウンズ戦にて右手親指を負傷しIRに入ったため、ここでシーズンエンドとなった。このシーズンはパス365回中226回成功、2566ヤード、タッチダウン21回、インターセプト11回、先発試合5勝6敗という成績で終えた。
2019年、開幕から8連敗を記録したところでライアン・フィンリーと代わり先発から降格した。第13週から再び先発に戻るも、結局チームは2勝14敗とリーグワーストの成績に終わった。
シーズンオフにチームはジョー・バロウをドラフト1位指名したこともあり、ベンガルズを解雇された。

### ダラス・カウボーイズ
2020年5月、地元テキサス州のダラス・カウボーイズへ移籍した。
第5週のニューヨーク・ジャイアンツ戦では先発ダック・プレスコットが故障したことにより救援で出場した。
第7週のワシントン・フットボールチーム戦で頭部にヒットを受け退場、脳震盪の診断を受けた。さらに新型コロナウィルスに陽性反応が出たため、3週間試合を欠場した。
最終的にこのシーズンは9試合に先発し、2170ヤード、14タッチダウン、8インターセプトの成績であった。

### シカゴ・ベアーズ
2021年の3月17日にシカゴ・ベアーズと契約した。シーズンでは新人QBのジャスティン・フィールズと併用された。最終的に6試合に先発出場し、パス1515ヤード、タッチダウン8回、インターセプト9回という成績を残した。

### ニューオーリンズ・セインツ
2022年3月29日、ニューオーリンズ・セインツと1年契約を結んだ。第4週のミネソタ・バイキングスとのロンドン・ゲームでジェイミス・ウィンストンに代わって先発出場した。翌週以降もダルトンが先発を担当し、結果的に最終週まで先発起用された。このシーズンは14試合に先発出場し、パス2871ヤード獲得、18タッチダウン、9インターセプトという成績で、先発試合は6勝8敗という成績であった。

### カロライナ・パンサーズ
2023年3月14日にカロライナ・パンサーズと契約を結んだ。

## 詳細情報

### 年度別成績

#### レギュラーシーズン
| 年度      | チーム    | 背 番 号  | 試合 | 試合 | パス      | パス      | パス      | パス        | パス             | パス | パス | パス          | ラン      | ラン        | ラン             | ラン | ファンブル    | ファンブル |
| 年度      | チーム    | 背 番 号  | 出場 | 先発 | 成功 回数 | 試投 回数 | 成功 確率 | 獲得 ヤード | 平均 獲得 ヤード | TD   | Int  | レイテ ィング | 試行 回数 | 獲得 ヤード | 平均 獲得 ヤード | TD   | ファン ブル数 | ロスト     |
| --------- | --------- | --------- | ---- | ---- | --------- | --------- | --------- | ----------- | ---------------- | ---- | ---- | ------------- | --------- | ----------- | ---------------- | ---- | ------------- | ---------- |
| 2011      | CIN       | 14        | 16   | 16   | 300       | 518       | 58.1      | 3398        | 6.6              | 20   | 13   | 80.4          | 37        | 152         | 4.1              | 1    | 4             | 2          |
| 2012      | CIN       | 14        | 16   | 16   | 329       | 528       | 64.7      | 3669        | 6.9              | 27   | 16   | 87.4          | 47        | 120         | 2.6              | 4    | 4             | 4          |
| 2013      | CIN       | 14        | 16   | 16   | 363       | 586       | 61.9      | 4293        | 7.3              | 33   | 20   | 88.8          | 61        | 183         | 3.0              | 2    | 4             | 3          |
| 2014      | CIN       | 14        | 16   | 16   | 309       | 481       | 64.2      | 3398        | 7.1              | 19   | 17   | 83.5          | 60        | 169         | 2.8              | 4    | 3             | 2          |
| 2015      | CIN       | 14        | 13   | 13   | 255       | 386       | 66.1      | 3250        | 8.4              | 25   | 7    | 106.2         | 57        | 142         | 2.5              | 3    | 5             | 2          |
| 2016      | CIN       | 14        | 16   | 16   | 364       | 563       | 64.7      | 4206        | 7.5              | 18   | 8    | 91.8          | 46        | 184         | 4.0              | 4    | 9             | 3          |
| 2017      | CIN       | 14        | 16   | 16   | 297       | 496       | 59.9      | 3320        | 6.7              | 25   | 12   | 86.6          | 38        | 99          | 2.6              | 0    | 4             | 4          |
| 2018      | CIN       | 14        | 11   | 11   | 226       | 365       | 61.0      | 2566        | 7.0              | 21   | 11   | 89.6          | 16        | 99          | 6.2              | 0    | 1             | 0          |
| 2019      | CIN       | 14        | 13   | 13   | 314       | 528       | 59.5      | 3494        | 6.6              | 16   | 14   | 78.3          | 32        | 73          | 2.3              | 4    | 8             | 4          |
| 2020      | DAL       | 14        | 12   | 10   | 216       | 333       | 64.9      | 2169        | 6.5              | 14   | 8    | 87.3          | 28        | 114         | 4.1              | 0    | 2             | 1          |
| 2021      | CHI       | 14        | 8    | 6    | 149       | 236       | 63.1      | 1515        | 6.4              | 8    | 9    | 76.8          | 16        | 76          | 4.8              | 0    | 1             | 1          |
| 2022      | NO        | 14        | 14   | 14   | 252       | 378       | 66.7      | 2871        | 7.6              | 18   | 9    | 95.2          | 30        | 54          | 1.8              | 0    | 5             | 1          |
| NFL：12年 | NFL：12年 | NFL：12年 | 166  | 162  | 3374      | 5396      | 62.5      | 38150       | 7.1              | 244  | 144  | 87.6          | 468       | 1465        | 3.1              | 22   | 50            | 27         |

- 2022年度シーズン終了時
- 太字は自身最高記録

#### ポストシーズン
| 年度 | チーム | 試合 | 試合 | パス      | パス      | パス      | パス        | パス             | パス | パス | パス          | ラン      | ラン        | ラン             | ラン | ファンブル    | ファンブル |
| 年度 | チーム | 出場 | 先発 | 成功 回数 | 試投 回数 | 成功 確率 | 獲得 ヤード | 平均 獲得 ヤード | TD   | Int  | レイテ ィング | 試行 回数 | 獲得 ヤード | 平均 獲得 ヤード | TD   | ファン ブル数 | ロスト     |
| ---- | ------ | ---- | ---- | --------- | --------- | --------- | ----------- | ---------------- | ---- | ---- | ------------- | --------- | ----------- | ---------------- | ---- | ------------- | ---------- |
| 2011 | CIN    | 1    | 1    | 27        | 42        | 64.3      | 257         | 6.1              | 0    | 3    | 51.4          | 3         | 17          | 5.7              | 0    | 1             | 0          |
| 2012 | CIN    | 1    | 1    | 14        | 30        | 46.7      | 127         | 4.2              | 0    | 1    | 44.7          | 4         | 15          | 3.8              | 0    | 0             | 0          |
| 2013 | CIN    | 1    | 1    | 29        | 51        | 56.9      | 334         | 6.6              | 1    | 2    | 67.0          | 5         | 26          | 5.2              | 0    | 2             | 1          |
| 2014 | CIN    | 1    | 1    | 18        | 35        | 51.4      | 155         | 4.4              | 0    | 0    | 63.4          | 4         | 34          | 8.5              | 0    | 1             | 1          |
| 計   | 計     | 4    | 4    | 88        | 158       | 55.7      | 873         | 5.6              | 1    | 6    | 57.8          | 16        | 92          | 5.8              | 0    | 4             | 2          |

- 2020年度シーズン終了時
- 太字は自身最高記録